# Angelika Hagen
Angelika Hagen (geboren in Salzburg) ist eine österreichische Ethnologin, Sozialwissenschafterin und Musikerin.

## Biografie
Hagen absolvierte von 1975 bis 1981 ein Studium der Musik (Konzertfach Violine bei Helmut Zehetmair) sowie der Schauspielerei an der Universität für Musik und darstellende Kunst Mozarteum in Salzburg. Gemeinsam mit den Geschwistern Lukas Hagen, Veronika Hagen und Clemens Hagen war sie Gründungsmitglied und Geigerin des Hagen-Quartetts. Ab 1982 folgte ein Studium der Ethnologie und Humanethologie in Wien sowie an der Forschungsstelle für Humanethologie des Max-Planck-Instituts für Verhaltensphysiologie in Seewiesen. Ihre Dissertation von 1989 hatte das Thema Mutter-Kind-Interaktion. Humanethologisch-ethnologische Integration in Bezug auf die gesellschaftspolitische Relevanz. Danach schloss ein Post-Graduate-Studium am Konrad-Lorenz-Institut für Evolutions- und Kognitionsforschung, Altenberg, zum Wandel familiärer Strukturen an. 1995 hat sie die Dr. Angelika Hagen GmbH für angewandte Sozialforschung und Beratung gegründet, 2011 erfolgte die Gründung der Performance-Reihe Der Klang der Arbeit für die Bildungsabteilung des Österreichischen Gewerkschaftsbundes.
Im Rahmen des OECD-Projektes Measuring Social Capital hat Hagen gemeinsam mit dem OECD-Beauftragten Ernst Gehmacher ein Instrument zur Messung von Sozialkapital entwickelt, das eine Analyse des sozialen Beziehungsgefüges von Gemeinschaften in Zusammenhang mit Gesundheit, Bildung, Sicherheit, Demokratiefähigkeit und wirtschaftlichen Komponenten ermöglicht. Das Messverfahren wurde international in Regionen, Städten, Gemeinden in Österreich, Liechtenstein und Italien erprobt. Aus Sozialkapital-Messungen und Studien stehen bis 2017 Vergleichsdaten von über 25.000 Befragten zur Verfügung.
Hagen berät Regionen und Unternehmen in Veränderungsprozessen und verbindet ihre beraterische Tätigkeit mit wissenschaftlicher Forschung, künstlerischer Tätigkeit und Wissensvermittlung.
Unter anderem wirkte sie als Beraterin bei der Claims Conference – Committee for Jewish Claims on Austria im Rahmen der österreichisch-amerikanischen Restitutionsverhandlungen mit.

## Publikationen
- mit Ernst Gehmacher: Sozialkapital – Glück und Liebe messen und machen. Ein Übungsbuch. (= Praxiswissen). Verlag omninum, Bad Vöslau 2016.
- Vermögenskultur und Sozialkapital. In: Thomas Druyen (Hrsg.): Vermögenskultur. Verantwortung im 21. Jahrhundert. VS Verlag für Sozialwissenschaften Springer Fachmedien, Wiesbaden, 2011.
- Lernen ist Beziehung – Ein Spiel- und Übungsbuch zum Begreifen von Sozialkapital. Bundesministerium für Unterricht, Kunst und Kultur, Wien 2011.
- mit F. Lenglachner, S. Aberle, H. Minichberger und H. Lugschitz: Overhead line in a protected floodplain woodland 'Extended Ecology' as basis for OHL planning and maintenance. Cigre, Paris 2010.
- Bonding and Bridging – The Significance of Child Sponsorship in Generating Social Capital. In: Gabrielle Puztai (Hrsg.): Religion and Values in Education in Central and Eastern Europe. Center for Higher Education Research and Development, Univ. of Debrecen, 2008.
- mit Joanna Nittenberg (Hrsg.): Flucht in die Freiheit. Österreichische Juden in Palästina und Israel. Edition INW, 2006.
- Bonding und Bridging – die Bedeutung von Patenschaften zur Bildung von Sozialkapital. In: E. Gehmacher u. a. (Hrsg.): Sozialkapital. Neue Zugänge zu gesellschaftlichen Kräften. Mandelbaum Verlag, 2006.
- E. Gehmacher, Angelika Piereder-Hagen: Entwicklung eines Testverfahrens zur Erfassung und Bewertung des subjektiven Eindrucks von Technischen Gestaltungselementen am Beispiel des Freileitungsbaus. (= Schriftenreihe der Forschung im Verbund. Bd. 34). VERBUND – Austrian Power Grid AG, Wien 1998.

## Diskografie (Auswahl)
- CD gemeinsam mit Andi Schreiber: paris zakros sunrise (2017 bei listen closely)